# Alagna Valsesia
Alagna Valsesia (alemany Im Land) és un municipi italià, situat a la regió del Piemont. L'any 2007 tenia 431 habitants. És un dels municipis de la minoria walser. Limita amb els municipis de Gressoney-La-Trinité (Vall d'Aosta), Macugnaga (VB), Rima San Giuseppe, Riva Valdobbia i Zermatt (Valais).

## Administració
| Període | Identitat      | Partit        |
| ------- | -------------- | ------------- |
| 2004-   | Sandro Bergamo | Llista cívica |

## Situació de l'alemany al Municipi
Situació segons un estudi fet per la Università degli Studi Gabriele D'Annunzio de Pescara el 1999.
| Any  | Població | Parlants actius | Parlants passius |
| 1976 | 451      | 68 (15,1%)      | -                |
| 1993 | 755      | 37 (4,9%)       | 23 (3%)          |
| 1996 | 443      | 32 (7,2%)       | 22 (5%)          |